# Pas-de-Jeu
Pas-de-Jeu és un municipi francès situat al departament de Deux-Sèvres i a la regió de la Nova Aquitània. L'any 2007 tenia 381 habitants.

## Demografia

### Població
El 2007 la població de fet de Pas-de-Jeu era de 381 persones. Hi havia 164 famílies de les quals 56 eren unipersonals (32 homes vivint sols i 24 dones vivint soles), 44 parelles sense fills, 52 parelles amb fills i 12 famílies monoparentals amb fills.
La població ha evolucionat segons el següent gràfic:
Habitants censats

### Habitatges
El 2007 hi havia 202 habitatges, 166 eren l'habitatge principal de la família, 13 eren segones residències i 22 estaven desocupats. 201 eren cases i 1 era un apartament. Dels 166 habitatges principals, 144 estaven ocupats pels seus propietaris, 19 estaven llogats i ocupats pels llogaters i 3 estaven cedits a títol gratuït; 2 tenien una cambra, 8 en tenien dues, 24 en tenien tres, 40 en tenien quatre i 92 en tenien cinc o més. 151 habitatges disposaven pel capbaix d'una plaça de pàrquing. A 82 habitatges hi havia un automòbil i a 72 n'hi havia dos o més.

### Piràmide de població
La piràmide de població per edats i sexe el 2009 era:
| Homes | Edats   | Dones |
| ----- | ------- | ----- |
| 0     | 95 o +  | 0     |
| 0     | 90 a 94 | 0     |
| 0     | 85 a 89 | 0     |
| 4     | 80 a 84 | 4     |
| 16    | 75 a 79 | 24    |
| 12    | 70 a 74 | 8     |
| 12    | 65 a 69 | 16    |
| 0     | 60 a 64 | 4     |
| 8     | 55 a 59 | 8     |
| 28    | 50 a 54 | 4     |
| 12    | 45 a 49 | 28    |
| 16    | 40 a 44 | 8     |
| 16    | 35 a 39 | 20    |
| 12    | 30 a 34 | 20    |
| 0     | 25 a 29 | 8     |
| 8     | 20 a 24 | 0     |
| 16    | 15 a 19 | 4     |
| 24    | 10 a 14 | 8     |
| 20    | 5 a 9   | 8     |
| 8     | 0 a 4   | 4     |

## Economia
El 2007 la població en edat de treballar era de 218 persones, 155 eren actives i 63 eren inactives. De les 155 persones actives 144 estaven ocupades (77 homes i 67 dones) i 11 estaven aturades (5 homes i 6 dones). De les 63 persones inactives 26 estaven jubilades, 14 estaven estudiant i 23 estaven classificades com a «altres inactius».

### Ingressos
El 2009 a Pas-de-Jeu hi havia 168 unitats fiscals que integraven 403,5 persones, la mediana anual d'ingressos fiscals per persona era de 13.643 €.

### Activitats econòmiques
Dels 8 establiments que hi havia el 2007, 1 era d'una empresa alimentària, 3 d'empreses de construcció, 1 d'una empresa de comerç i reparació d'automòbils, 2 d'empreses de transport i 1 d'una empresa d'hostatgeria i restauració.
Dels 4 establiments de servei als particulars que hi havia el 2009, 1 era un paleta, 1 fusteria, 1 lampisteria i 1 restaurant.
L'any 2000 a Pas-de-Jeu hi havia 16 explotacions agrícoles que ocupaven un total de 880 hectàrees.

## Equipaments sanitaris i escolars
El 2009 hi havia una escola elemental integrada dins d'un grup escolar amb les comunes properes formant una escola dispersa.

## Poblacions més properes
El següent diagrama mostra les poblacions més properes.